# Pseudohydromys fuscus
Pseudohydromys fuscus — вид гризунів родини мишевих (Muridae). Зустрічається в Західному Папуа, Індонезії та Папуа-Новій Гвінеї.

## Морфологічні особливості
Дрібний гризун з довжиною голови і тіла від 80 до 110 мм, довжиною хвоста від 72 до 90 мм, довжиною лап від 20 до 25 мм, довжиною вух від 11 до 14 мм і вагою до 25,5 грама. Верхні частини тіла сірі, іноді з червонувато-коричневими відблисками, а черевні частини світло-сірі. Вуха світло-сірі. Задня частина ніг біла.

## Поведінка
Це наземний вид.